# Jacquemontia bahiensis
Jacquemontia bahiensis är en vindeväxtart som beskrevs av O'donell. Jacquemontia bahiensis ingår i släktet Jacquemontia och familjen vindeväxter. Inga underarter finns listade i Catalogue of Life.